# Pablo Peón
Pablo Ignacio Peón (n. 14 de febrero de 1967 Córdoba, Provincia de Córdoba, Argentina) es un piloto argentino de automovilismo y dirigente deportivo. Desarrolló su carrera deportiva a nivel íntegramente nacional, compitiendo en las categorías Turismo Nacional y Turismo Competición 2000. Fue campeón de la Clase 3 del Turismo Nacional en los años 1990 y 1991, al comando de un Renault 18. En el TC 2000 debutó en el año 1991, donde fue piloto oficial de las marcas Renault, Ford y Chrysler, compartiendo equipo con figuras destacadas como Juan María Traverso, Luis Belloso o Ernesto Bessone II. A partir de 2001, asumió como Presidente de la categoría TC 2000, ejerciendo dicho cargo desde 2002 hasta fines de la temporada 2015. Bajo su gestión fue creada en el año 2012 la (ahora extinta) divisional Súper TC 2000, la cual poseía un parque automotor con vehículos equipados por impulsores V8 de Radical Performance Engines.
Además de estas dos categorías, tuvo una pequeña incursión en el año 1996 en el Turism que no eCtaban adaptados correctamente, sarretera, donde compitiera como piloto invitado del excampeón de esa categoría Eduardo Ramos. La participación de Peón se llevó a cabo en el marco de la competencia denominada "Las 2 horas de Buenos Aires", donde la tripulación finalizara en la novena colocación, al comando de un Ford Falcon. Asimismo, en el año 1998 participó en el Campeonato Sudamericano de Super Turismos, donde compitió al comando de un Chrysler Stratus.

## Biografía
Inició su carrera deportiva compitiendo en la Clase 3 del Turismo Nacional, debutando en el año 1989 al comando de un Renault 18 y sus dos únicos grandes logros los conseguiría concretar el bicampeonato de la especialidad en los años 1990 y 1991. En su paso por el TN, Peón consiguió subir 11 veces al escalón más alto del podio, cerrando su participación con 30 competencias disputadas y 15 podios.
Tras estos galardones, en 1991 concreta su debut en el TC 2000, por ese entonces la máxima categoría de automóviles de turismo de Argentina. Así como en su paso por el TN, Peón se mantendría leal a la marca Renault, debutando al comando de un Renault 18 GTX, cambiando luego por un Renault Fuego, con apoyo semioficial de la casa del rombo.
En el año 1992, Peón es ascendido dentro del equipo Renault, pasando a formar parte de las filas del Berta Sport y compartiendo estructura con grandes figuras de la categoría, como ser el futuro múltiple campeón de TC y TC 2000, Juan María Traverso, Luis Belloso y Miguel Ángel Etchegaray. Su rol de escudero de Traverso jugó un papel muy importante a la hora de la definición de ese torneo, mostrando siempre a Peón dispuesto a cederle posiciones a su compañero para así conseguir asegurar el título, tanto para Traverso, como para la escudería Renault. Asimismo, en este año conseguiría establecer sus dos primeros podios en la categoría, lo que le posibilitó culminar el campeonato en la 6.ª ubicación.
Para 1993, el panorama volvía a mostrarse similar, mostrando en este caso una reducción en el equipo Berta, debido a una sanción impuesta a Etchegaray. Nuevamente, Peón volvería a ejercer el rol de escudero del multicampeón Juan María Traverso, posibilitándole al de Ramallo adquirir su sexta corona en la especialidad y la última de la firma Renault. Asimismo, retendría la sexta colocación del campeonato, aunque en esta oportunidad aumentando su cosecha de podios, que en este año ascendió a 5. Al mismo tiempo y tras el levantamiento de la suspensión a Etchegaray, junto a Luis Belloso fueron partícipes de la última victoria de un Renault Fuego en el TC 2000, al encabezar un formidable 1-2-3 para la marca, con Etchegaray, Belloso y Peón, arribando en ese orden.
En 1994, Peón deja el equipo Berta Sport y pasa al equipo Pro Racing, que recibía apoyo semioficial de la marca del Rombo. En esta oportunidad continuaría compitiendo al comando de una coupé Fuego, aunque ya los resultados dejaron de acompañar al añejo producto francés. En resumidas cuentas, Peón alcanzaría a rescatar un podio para culminar el torneo en la 9.ª ubicación.
Durante esa época, fue muy frecuente la rivalidad de marcas entre Renault y Ford, debido a las constantes luchas por el campeonato. Y fue en ese contexto que en 1995 y tras cuatro años de competir como defensor de la casa del rombo, Peón cruzaría de vereda, al pasar a competir para la marca del óvalo. En ese campeonato, dejaría por primera vez de competir con los productos franceses al pasar a integrar la escudería de Ernesto Bessone II, subcampeón el año anterior y que en esta oportunidad presentaba su propia escudería con apoyo oficial de la petrolera Esso y dos unidades Ford Escort Ghía. El resultado fue más que satisfactorio para el equipo, mostrando a Bessone una vez más en la lucha por el campeonato y a Peón como su escudero. A pesar de la buena temporada del piloto de Mataderos, el cordobés no pudo cerrar un buen campeonato, culminando en la 14.ª ubicación.
En 1996, el equipo redobla la apuesta y nuevamente Peón y Bessone se presentan a competir con sus Ford Escort, teniendo en este caso Peón la posibilidad de alternar de modelo, ya que competiría alternativamente con un modelo Ghía y con una Coupé XR3. La principal novedad del equipo pasaba por lo técnico, ya que en este año la estructura pasaba a contar con la atención de la familia Berta en el chasis y con motores de Rafael Balestrini. La combinación mecánica y de equipo rinde sus buenos frutos con la obtención del campeonato de TC 2000 por parte de Bessone, mientras que Peón cierra su participación en el 11.º lugar del torneo, nuevamente sin conseguir podios ni victorias.
En este mismo año, tuvo lugar su única participación en la categoría Turismo Carretera, al recibir una invitación por parte del excampeón de la categoría Eduardo Ramos, para competir en la carrera especial de 2 horas, corrida en el entonces Autódromo Oscar Alfredo Gálvez, válida por la 10.ª fecha del campeonato nacional. En su primer y única experiencia arriba de un Turismo Carretera, Peón contribuyó a que el binomio arribe en la 9.ª colocación, al comando del Ford Falcon del piloto de Mechongué, a 49 giros de la dupla ganadora de Emilio Satriano y Patricio Di Palma con Chevrolet.
El año 1997 sería el último de Peón como representante de la marca Ford, ya que a pesar de haber obtenido Bessone el campeonato, la marca del óvalo le negaría la posibilidad de brindarle apoyo oficial, debiendo continuar compitiendo de manera particular y con sus Ford Escort Ghía, readecuados al nuevo reglamento de la categoría que a partir de ese año, homologaba la implementación de motores de 16 válvulas. Ante ese panorama, el equipo cierra el torneo con Bessone en la 6.ª colocación y Peón nuevamente 11.º.
En 1998 Peón desdobla por segunda vez su actividad al participar simultáneamente en el TC 2000 y debutar en el Superturismo Sudamericano (ex-Copa de las Naciones). En la primera categoría, las cosas venían con importantes novedades, ya que tras haber participado tres años de manera particular, con un campeonato obtenido, el equipo de Tito Bessone pasaba a representar de manera oficial a la marca Chrysler, siendo estrenados a partir de ese año los nuevos Chrysler Neon, con asistencia en el chasis de Alberto Canapino. A pesar de todo lo expuesto, el equipo no estuvo a la altura de las circunstancias y el año cerraría con Bessone 10.º y Peón 15.º. Mientras que en el ST Sudamericano, el equipo también se presentaba, compitiendo en este caso con dos unidades Dodge Stratus. A pesar de no haber logrado resultados relevantes, Peón culminaría el campeonato en la 9.ª ubicación, siendo esta su única participación en el torneo. Al año siguiente, nuevamente el equipo oficial Chrysler participa en el campeonato de TC 2000, pero a pesar de haberse visto una promesa de mejora, con la victoria del modelo por parte de Bessone, nuevamente los resultados escasean y Peón finaliza en la 16.ª ubicación.
En el año 2000, el equipo Chrysler decide redoblar la apuesta, renovando su flota con la presentación del nuevo Chrysler Neon, que fuera presentado con el nombre comercial Chrysler Neon 2000. La nueva unidad prometía mucho más que su antecesora, llegando a llevarse un triunfo de la mano de Bessone, sin embargo nuevamente todo quedaría en meras promesas, ya que otra vez el equipo no se mostraría competitivo y Peón cerraría la que sería una de sus peores campañas, al finalizar en la 21.ª ubicación.
Finalmente, y tras el conflicto sucedido a comienzos de año entre ACA y ACTC, varios pilotos de TC 2000 deciden quedarse compitiendo en el TC, entre ellos Tito Bessone. Ante ese panorama, el equipo Chrysler de TC 2000 renueva su alineación, incorporando al campeón 2000 Daniel Cingolani para acompañar a Pablo Peón. Sin embargo, nuevamente ante la falta de resultados y con un equipo poco competitivo, Peón decide dar un paso al costado luego de 3 competencias.

### Carrera como dirigente deportivo
A principios de 2002, asume la presidencia del TC 2000. Su gestión como dirigente del automovilismo se caracterizó por la permanente búsqueda de incorporar nuevos atractivos a la práctica de esta actividad relacionados con el entretenimiento del público, y en consecuencia puso en marcha una importante transformación del Turismo Competición.
Bajo su mando, el Turismo Competición 2000 cruzó las fronteras argentinas y compitió en Brasil (Interlagos y Curitiba), Uruguay (Punta del Este y Soriano) y Chile (Codegua). También fue defensor de las competencias urbanas: convirtió en un clásico al Callejero de Santa Fe con carrera nocturna y diurna, disputó pruebas frente a las playas de Punta del Este y corrió en dos oportunidades en la Ciudad de Buenos Aires; la primera de ellas en las inmediaciones del Obelisco y la Plaza de Mayo en 2012, cuya enorme convocatoria de público (cerca de medio millón de espectadores en el circuito) y el mayor índice de audiencia televisivo alcanzado por una carrera de autos en Argentina (con un promedio de 17,3 puntos y picos de 19 puntos) la hicieron quedar en la historia como uno de los grandes hitos del automovilismo argentino. Los 200 km de Buenos Aires también pasaron a ser uno de los eventos más importantes de los últimos tiempos, en el que se conforman binomios para disputar una competencia de mayor extensión a la habitual. Este formato dio origen a la Copa Endurance Series de TC 2000 durante los certámenes 2009 y 2010, con carreras especiales de relevos con participación de pilotos de otras categorías y figuras internacionales de la competición de turismos como Yvan Muller, Cacá Bueno y Gabriele Tarquini.
El primer gran cambio se produjo en la temporada 2004, cuando la categoría impulsó un importante cambio reglamentario. Las modificaciones planteadas representaron la evolución técnica más importante en la historia del TC 2000 hasta entonces y tuvieron como objetivo lograr una mayor paridad entre los competidores, así como un menor costo operativo. Con este propósito se desarrolló un nuevo sistema de suspensión distribuido exclusivamente por TC 2000 para ser utilizado por todos los equipos. Es así que a partir de ese momento todos los vehículos cuentan con las mismas parrillas de suspensión (delanteras del tipo paralelogramo deformable y traseras del tipo brazo arrastrado, con puntos de anclaje libres), un mismo sistema de eje trasero, idénticos componentes del sistema de frenos y nuevas llantas de 18 pulgadas. Este cambio no es sólo técnico, ya que el aspecto estético de los autos también fue considerado para que pudieran adoptar un perfil mucho más agresivo y vistoso. Por otra parte, se introdujeron pontones laterales de eje a eje rellenos de poliuretano como refuerzos laterales, para mayor seguridad, además de permitir cubrir el mayor tamaño de los neumáticos y darles de esta forma un ancho mayor a los vehículos.
A mediados de 2011 presentó una reforma que marcó un antes y un después en la historia del TC 2000, que asimismo generó una gran controversia y opiniones cruzadas. El ambicioso proyecto contemplaba la implementación de motores V8 para su parque automotor, y se materializó en 2012 con la incorporación de impulsores de la compañía británica Radical Performance Vehicles, la cual aseguró una partida de motores marca RPE modelo RPX 2.7 de 8 cilindros en V, capaces de generar 430 HP a 11.000 RPM, y fabricados a partir de la unión de dos block de motor de motocicleta Suzuki Hayabusa de 1350 cm³, logrando un total de 2700 cm³ de cilindrada. Esta decisión contó con la aprobación de todas las terminales participantes del entonces TC 2000. Sin embargo, la categoría sufriría un fuerte cimbronazo ante la salida de Ford Motor Argentina por diferencias con la estructura que por aquel tiempo representaba a la marca y por la decisión de YPF de finalizar su relación comercial con la automotriz en esta actividad. Poco después Fiat, respondiendo a una política corporativa a nivel internacional de no apoyar participaciones en categorías varias de forma oficial, seguiría los pasos de Ford y retira el apoyo a su estructura representante para fortalecer su presencia en la divisional telonera Fiat Linea Competizione (poco después reformulada como Abarth Punto Competizione).
Este nuevo panorama impuso una serie de desafíos a Peón y su equipo de trabajo. En primer lugar, el exceso de capacidad nominal de los motores respecto al nombre original de la categoría, sumado a la superioridad tecnológica de estas unidades respecto a las anteriores, dieron paso al desdoblamiento de dos divisionales dentro del Turismo Competición 2000. Se decidió continuar desarrollando campeonatos con las antiguas unidades equipadas con motores Duratec by Berta (motores que fueron comprados por la categoría luego de la rescisión del contrato del técnico de Alta Gracia), manteniendo la clásica denominación de TC 2000. El nuevo formato, creado a partir de los nuevos vehículos con motor V8, fue denominado Súper TC 2000; la primera carrera se disputó el 11 de marzo de 2012 en el Autódromo Oscar Cabalén de la provincia de Córdoba y la victoria fue del campeón 2011 de TC 2000, Matías Rossi, sobre un Toyota Corolla.
En segundo lugar, el cierre de las importaciones adoptado por el gobierno argentino supuso un serio problema para el Súper TC2000, que debía traer desde el exterior los repuestos necesarios para el mantenimiento de los motores. Pronto se dificultó hacer frente al desgaste propio de las unidades debido al uso y la exigencia de la alta competición, suceso lógico y esperable, y las roturas de impulsores pusieron a la categoría en el ojo de la tormenta producto de la disconformidad expresada por equipos y pilotos. Si bien las gestiones de la empresa propietaria del STC2000 lograron ingresar algunos elementos al país para la renovación del plantel de motores, las críticas se hicieron una constante por parte de algunos sectores de la prensa especializada.
Para avivar el espectáculo, se recurrió a variadas propuestas. En 2012 Peón propuso una audaz iniciativa a concretarse en el Autódromo Ciudad de Rafaela, la de romper los récords de velocidad final y velocidad promedio de vuelta para autos nacionales de turismo con el STC2000. Pese a las dudas de buena parte del ambiente debido a los riesgos derivados de la peligrosidad que suponía el reto, en función de las características del trazado, fue un éxito para los libros de estadísticas del automovilismo deportivo argentino. Facundo Ardusso, sobre un Peugeot 408, estableció un promedio de 264.817 km/h en Rafaela marcando 1:02.865 en dicha vuelta; mientras que Gabriel Ponce de León, al volante de un Honda Civic, impuso el tope de velocidad final en 306.383 km/h.
Un año después el Súper TC 2000 volvió a llamar la atención al emular una idea puesta en práctica por el DTM. La 10.º fecha del Campeonato 2013 se llevó a cabo en el Estadio Único de La Plata, siendo la primera vez que una categoría argentina de automovilismo desarrolló su actividad dentro de una cancha de fútbol. La prueba, disputada en llaves eliminatorias progresivas, quedó en poder de Leonel Pernía luego de vencer a Agustín Canapino en el duelo final.
La provincia de San Luis fue el escenario para varias visitas internacionales que compartieron cartel con el STC2000. En 2008, la FIA GT y el entonces TC2000 reestrenaron el Circuito de Potrero de los Funes, y repitieron la fórmula en 2010 y 2011. El torneo 2014 se cerró con la "Semana de la Velocidad" y la llegada del Campeonato Mundial de Rally Cross, que también definía a su primer campeón. El World RX celebró su cita en el Autódromo Rosendo Hernández, con actividades el viernes y sábado de aquel fin de semana; mientras que el STC2000 hizo lo propio en Potrero de los Funes el jueves y el domingo. Luego de las respectivas competencias, se trasladaron algunos autos de ambas divisionales para la "Trepada sólo para valientes", al estilo de la famosa subida de Pikes Peak, en un camino de cornisa de cinco kilómetros de extensión, 40 curvas y una altura de 1.300 metros sobre el nivel del mar que une la ciudad de La Punta y el Mirador del Potrero de los Funes. El desafío también contó con la presencia de dos míticos exponentes del automovilismo nacional, Juan María Traverso y Gabriel Raies, quienes participaron a bordo de un Chevrolet Camaro.
En 2015 se sumó a las carreras especiales del calendario la "Vuelta Joker", concepto tomado del World Rally Cross que el año anterior había pasado por Argentina. El Autódromo Jorge Ángel Pena de la provincia de Mendoza fue el seleccionado para testear el formato, porque cuenta con una variante que une la traza antigua del circuito con el actual dibujo que se utiliza, y propició gran cantidad de cambios en el lote de participantes de la carrera. La prueba fue recibida con diversas reacciones de los allegados al automovilismo y el público, aunque en líneas generales logró un consenso positivo. Durante esta temporada se exhibió un nivel de competitividad notable, que quedó reflejado en la mayor parte de las carreras del campeonato por su atractivo y se coronó con una definición que incluyó a siete candidatos separados por menos de 20 puntos a las puertas de la última fecha.
A fines de año, Peón puso punto final a su vínculo con el automovilismo deportivo tras anunciar su retiro definitivo como presidente del Turismo Competición 2000, para afrontar un nuevo proyecto personal en los Estados Unidos. Poco antes de hacerse efectiva su salida, el Súper TC 2000 obtuvo el rango de categoría continental al aprobarse la norma en la Asamblea de la Confederación Deportiva Automovilística Sudamericana.

## Resumen de carrera
| Temporada | Categoría                            | Equipo              | Carreras | Victorias | Poles | VR | Podios | Puntos | Pos. |
| --------- | ------------------------------------ | ------------------- | -------- | --------- | ----- | -- | ------ | ------ | ---- |
| 1989      | Turismo Nacional Clase 3             | s/d                 | 8        | 0         | 0     | 1  | 1      | 26     | 12.º |
| 1990      | Turismo Nacional Clase 3             | Berta               | 11       | 7         | 8     | 3  | 8      | 152    | 1.º  |
| 1991      | Turismo Nacional Clase 3             | s/d                 | 11       | 4         | 3     | 3  | 6      | 117    | 1.º  |
| 1991      | Turismo Competición 2000             | Belloso Competición | 13       | 0         | 0     | 0  | 0      | 28     | 14.º |
| 1992      | Turismo Competición 2000             | Pro Racing          | 13       | 0         | 1     | 0  | 2      | 83     | 6.º  |
| 1993      | Turismo Competición 2000             | Berta Motorsport    | 14       | 0         | 0     | 0  | 5      | 109    | 6.º  |
| 1994      | Turismo Competición 2000             | Team Pro Racing     | 14       | 0         | 0     | 1  | 1      | 48     | 9.º  |
| 1995      | Turismo Competición 2000 y Supercart | Esso Competición    | 14       | 0         | 0     | 0  | 0      | 25     | 14.º |
| 1996      | Turismo Competición 2000             | Esso Competición    | 12       | 0         | 0     | 0  | 1      | 32     | 11.º |
| 1996      | Turismo Carretera                    | s/d                 | 1        | 0         | 0     | 0  | 0      | 11     | 56.º |
| 1997      | Turismo Competición 2000             | Esso Competición    | 26       | 0         | 0     | 0  | 0      | 55     | 11.º |
| 1998      | Turismo Competición 2000             | Chrysler Esso       | 26       | 0         | 0     | 0  | 0      | 31     | 15.º |
| 1998      | Campeonato Sudamericano de Turismos  | Bessone Sport       | 12       | 0         | 0     | 0  | 1      | 46     | 9.º  |
| 1999      | Turismo Competición 2000             | Chrysler Esso       | 27       | 0         | 0     | 0  | 0      | 35     | 16.º |
| 2000      | Turismo Competición 2000             | Chrysler Movicom    | 13       | 0         | 0     | 0  | 0      | 9      | 21.º |
| 2001      | Turismo Competición 2000             | Chrysler Movicom    | 3        | 0         | 0     | 0  | 0      | -      | NC   |
| Fuente:   |                                      |                     |          |           |       |    |        |        |      |

## Resultados

### Turismo Competición 2000
| Año  | Equipo           | Auto             | 1      | 2     | 3     | 4     | 5     | 6    | 7      | 8     | 9    | 10     | 11     | 12    | 13    | 14     | 15      | 16     | 17    | 18    | 19     | 20     | 21     | 22     | 23    | 24    | 25    | 26    | 27     | 28      | Res. | Puntos |
| ---- | ---------------- | ---------------- | ------ | ----- | ----- | ----- | ----- | ---- | ------ | ----- | ---- | ------ | ------ | ----- | ----- | ------ | ------- | ------ | ----- | ----- | ------ | ------ | ------ | ------ | ----- | ----- | ----- | ----- | ------ | ------- | ---- | ------ |
| 1997 |                  |                  | RAF I  | RAF I | RC I  | RC I  | POS   | POS  | SJU I  | SJU I | PAR  | PAR    | GR     | GR    | BB I  | BB I   | SJU II  | SJU II | RC II | RC II | NDJ    | NDJ    | MZA    | MZA    | BB II | BB II | TRE   | TRE   | RAF II | RAF II  | 11.º | 55     |
| 1997 | Esso Competición | Ford Escort IV   | Ret    | 6     | NL    | NL    | 7     | 4    | 4      | Ret   | Ret  | 7      | 7      | Ex.   | 10    | 10     | 24 (18) | Ret    | Ret   | Ret   | 7      | 9      | 9      | 8      | 10    | Ret   | 9     | 10    | Ret    | 16 (11) | 11.º | 55     |
| 1998 |                  |                  | AG I   | AG I  | MDP I | MDP I | RC I  | RC I | SJU I  | SJU I | OLA  | OLA    | GR     | GR    | PAR I | PAR I  | BA      | BA     | BB    | BB    | SJU II | SJU II | MDP II | MDP II | RC II | RC II | AG II | AG II | PAR II | PAR II  | 15.º | 31     |
| 1998 | Chrysler Esso    | Chrysler Neon I  | 12 (9) | Ret   | Ret   | Ret   | Ret   | 10   | 11 (9) | Ret   |      |        | 11     | 6     | 11    | 7      | Ret     | 6      | 12    | 13    | 9      | 10     | 21†    | 19†    | 15    | 7     | 8     | 13    | 15     | 15      | 15.º | 31     |
| 1999 |                  |                  | AG I   | AG I  | MDP   | MDP   | POS   | POS  | OLA    | OLA   | RC   | RC     | BA I   | BA I  | BB    | BB     | TRE     | TRE    | AG II | AG II | GR     | GR     | RAF    | RAF    | PAR   | PAR   | SJO   | SJO   | BA II  | BA II   | 16.º | 35     |
| 1999 | Chrysler Esso    | Chrysler Neon I  | Ret    | 7     | 11    | 7     | 18    | Ret  | 5      | 14    | 14   | Ret    | 17     | 17†   | 15    | Ret    | 12      | 5      | 16    | 10    | Ret    | 4      | Ret    | 11     | 16    | 18†   | Ret   | NL    | Ret    | Ret     | 16.º | 35     |
| 2000 |                  |                  | RC I   | TRE   | AG    | SJU I | PAR I | OBE  | BB     | RAF   | BA I | SJO    | SJU II | RC II | BA II | PAR II |         |        |       |       |        |        |        |        |       |       |       |       |        |         | 21.º | 9      |
| 2000 | Chrysler Movicom | Chrysler Neon II | Ret    | 16    | 14    | Ret   | 17†   | 10   | 23     | Ret   | Ret  | 19†    | NL     | 6     | 9     | 11     |         |        |       |       |        |        |        |        |       |       |       |       |        |         | 21.º | 9      |
| 2001 |                  |                  | RAF    | RC    | BB    | SJU I | PAR   | BA I | OBE    | AG I  | SJO  | SJU II | MDA    | RES   | AG II | BA II  |         |        |       |       |        |        |        |        |       |       |       |       |        |         | -    | 0      |
| 2001 | Chrysler Movicom | Chrysler Neon II | 14†    | Ret   | 13    |       |       |      |        |       |      |        |        |       |       |        |         |        |       |       |        |        |        |        |       |       |       |       |        |         | -    | 0      |

## Palmarés
| Título  | Categoría                    | Marca      | Año  |
| ------- | ---------------------------- | ---------- | ---- |
| Campeón | Clase 3 del Turismo Nacional | Renault 18 | 1990 |
| Campeón | Clase 3 del Turismo Nacional | Renault 18 | 1991 |